# Norrøn (musikalbum)
Norrøn är det femte studioalbumet med det norska viking metal/folk metal-bandet Einherjer. Albumet släpptes 2011 av skivbolaget Indie Recordings.

## Låtlista
1. "Norrøn kraft" – 12:54
2. "Naglfar" – 5:11
3. "Alu alu laukar" (Ym:stammen-cover) – 2:51
4. "Varden brenne" – 6:21
5. "Atter på malmtings blodige voll" – 8:13
6. "Balladen om Bifrost" – 5:50

- Text: Frode Glesnes (spår 1, 2, 4–6)
- Musik: Aksel Herløe, Frode Glesnes, Gerhard Storesund (spår 1, 2, 4–6)

## Medverkande
Musiker (Einherjer-medlemmar)
- Grimar (Frode Glesnes) – gitarr, basgitarr, sång
- Aksel Herløe – gitarr, basgitarr
- Ulvar (Gerhard Storesund) – trummor, keyboard

Bidragande musiker
- Eirik Svendsbø – sång

Produktion
- Frode Glesnes – producent, ljudtekniker
- Matt Hyde – ljudmix, mastering
- Mantus (Marcelo Henrique Vasco) – omslagsdesign
- Renathe H. Bryn – omslagskonst
- Steinar Sortland – foto